# فهرست فصل‌های باشگاه فوتبال پارس جنوبی جم
| فصل     | لیگ         | جایگاه       | جام حذفی         | یادداشت  |
| ------- | ----------- | ------------ | ---------------- | -------- |
| ۹۰–۱۳۸۹ | دسته دو     | پنجم گروه آ  | راه پیدا نکرد    |          |
| ۹۱–۱۳۹۰ | دسته دو     | نهم گروه آ   | راه پیدا نکرد    |          |
| ۹۲–۱۳۹۱ | دسته دو     | چهارم گروه آ |                  |          |
| ۹۳–۱۳۹۲ | دسته دو     | هفتم گروه ب  |                  |          |
| ۹۴–۱۳۹۳ | دسته دو     | سوم گروه ب   |                  |          |
| ۹۵–۱۳۹۴ | دسته دو     | دوم گروه آ   |                  | صعود کرد |
| ۹۶–۱۳۹۵ | لیگ آزادگان | قهرمان       |                  | صعود کرد |
| ۹۷–۱۳۹۶ | لیگ برتر    | پنجم         | یک شانزدهم نهایی |          |
| ۹۸–۱۳۹۷ | لیگ برتر    | دوازدهم      | یک هشتم نهایی    |          |